# Riccardo Calafiori
Riccardo Calafiori (Roma, Italia, 19 de mayo de 2002) es un futbolista italiano que juega como defensa en el Arsenal F. C. de la Premier League.

## Trayectoria
Calafiori dio sus primeros pasos en el mundo del fútbol en Petriana, el club de fútbol de la capital, incorporándose al sector juvenil de Roma a los 9 años. Con el club Giallorosso pasó por todo el equipo juvenil firmando su primer contrato profesional el 16 de junio de 2018. El 2 de octubre siguiente, durante el partido de la Youth League contra el Viktoria Plzeň, sufrió una grave lesión que supone la rotura de todos los ligamentos de la rodilla izquierda, los meniscos y la cápsula que puso en riesgo su carrera.
Regresó al campo el 16 de septiembre de 2019, luego de casi un año de paro, jugando con el Primavera en el partido liguero donde le ganaron 6-3 al Chievo y un mes después recibió su primera convocatoria con el primer equipo con motivo del partido de Serie A contra el A. C. Milan. El 1 de agosto de 2020, a los 18 años, hizo su debut profesional jugando como titular el partido de la última jornada de la Serie A, ganando 3-1 a la Juventus en el Allianz Stadium.
En la temporada siguiente fue incluido en el primer equipo, y el 26 de noviembre debutó en la Liga Europa de la UEFA en el partido de la fase de grupos venciendo por 2-0 al CFR Cluj. En el siguiente partido, jugado el 3 de diciembre contra el Young Boys, anotó el primer gol de su carrera con un disparo de larga distancia que contribuyó a la victoria de su equipo por 3-1.
El 29 de julio de 2024 se confirmó su fichaje por el Arsenal F. C. con un contrato de larga duración.

## Selección nacional
El 4 de junio de 2024 hizo su debut con la selección de Italia en un amistoso ante Turquía en el que no hubo goles.

### Participaciones en Eurocopas
| Copa          | Sede     | Resultado        | Partidos | Goles |
| ------------- | -------- | ---------------- | -------- | ----- |
| Eurocopa 2024 | Alemania | Octavos de final | 3        | 0     |

## Estilo de juego
Es un lateral izquierdo adaptable también en el centro de la defensa. Con una buena técnica básica y un buen disparo desde lejos, suele buscar el centro desde la línea de fondo. En 2020 fue incluido en la lista de The Guardian de los mejores sesenta futbolistas nacidos después de 2002, mientras que, en 2021, la UEFA lo indica como uno de los 50 jugadores jóvenes más prometedores del año.

## Estadísticas

### Clubes
Actualizado al último partido disputado el 22 de octubre de 2024.
| Club                        | Div.          | Temporada     | Liga  | Liga  | Liga   | Copas nacionales | Copas nacionales | Copas nacionales | Copas internacionales | Copas internacionales | Copas internacionales | Total | Total | Total  |
| Club                        | Div.          | Temporada     | Part. | Goles | Asist. | Part.            | Goles            | Asist.           | Part.                 | Goles                 | Asist.                | Part. | Goles | Asist. |
| --------------------------- | ------------- | ------------- | ----- | ----- | ------ | ---------------- | ---------------- | ---------------- | --------------------- | --------------------- | --------------------- | ----- | ----- | ------ |
| A. S. Roma · Italia         | 1.ª           | 2019-20       | 1     | 0     | 0      | 0                | 0                | 0                | 0                     | 0                     | 0                     | 1     | 0     | 0      |
| A. S. Roma · Italia         | 1.ª           | 2020-21       | 3     | 0     | 0      | 0                | 0                | 0                | 5                     | 1                     | 1                     | 8     | 1     | 1      |
| A. S. Roma · Italia         | 1.ª           | 2021-22       | 6     | 0     | 1      | 0                | 0                | 0                | 3                     | 0                     | 1                     | 9     | 0     | 0      |
| A. S. Roma · Italia         | Total club    | Total club    | 10    | 0     | 1      | 0                | 0                | 0                | 8                     | 1                     | 2                     | 18    | 1     | 3      |
| Genoa C. F. C. · Italia     | 1.ª           | 2021-22       | 3     | 0     | 0      | —                | —                | —                | —                     | —                     | —                     | 3     | 0     | 0      |
| Genoa C. F. C. · Italia     | Total club    | Total club    | 3     | 0     | 0      | 0                | 0                | 0                | 0                     | 0                     | 0                     | 3     | 0     | 0      |
| F. C. Basilea · Suiza       | 1.ª           | 2022-23       | 23    | 0     | 1      | 3                | 0                | 0                | 8                     | 1                     | 1                     | 34    | 1     | 2      |
| F. C. Basilea · Suiza       | 1.ª           | 2023-24       | 3     | 0     | 0      | 0                | 0                | 0                | 1                     | 0                     | 0                     | 4     | 0     | 0      |
| F. C. Basilea · Suiza       | Total club    | Total club    | 26    | 0     | 1      | 3                | 0                | 0                | 9                     | 1                     | 1                     | 38    | 1     | 2      |
| Bologna F. C. 1909 · Italia | 1.ª           | 2023-24       | 30    | 2     | 5      | 3                | 0                | 0                | —                     | —                     | —                     | 33    | 2     | 5      |
| Bologna F. C. 1909 · Italia | Total club    | Total club    | 30    | 2     | 5      | 3                | 0                | 0                | 0                     | 0                     | 0                     | 33    | 2     | 5      |
| Arsenal F. C. Inglaterra    | 1.ª           | 2024-25       | 6     | 2     | 0      | 1                | 0                | 0                | 3                     | 0                     | 0                     | 10    | 1     | 0      |
| Arsenal F. C. Inglaterra    | Total club    | Total club    | 6     | 1     | 1      | 1                | 0                | 0                | 3                     | 0                     | 0                     | 10    | 1     | 0      |
| Total carrera               | Total carrera | Total carrera | 75    | 3     | 7      | 7                | 0                | 0                | 20                    | 2                     | 3                     | 102   | 5     | 10     |